# .run
Die Erweiterung .run bei einem Dateinamen unter Linux kennzeichnet eine Linux-Installer-Datei. Bisweilen wird .bin als alternative Dateinamenserweiterung genutzt.
Für diese Installer gibt es bisher noch keine einheitliche Spezifikation, sie sind aber meist wie folgt aufgebaut:
- Die ganze Datei ist meist ein gepacktes Archiv mit zugehörigem Shellskript, seltener auch ein Skript in einer höheren Programmiersprache wie Python, Perl.
- Der erste Teil ist in lesbarer Form gehalten und steuert bzw. bestimmt das Verhalten des Setupskripts.
- Der letzte Teil der Datei besteht aus dem Programm, das installiert werden sollte – und zwar in gepackter Form in Form eines großen Heredoc-Strings oder ähnlichem.
- Der vordere Teil kann ggf. – mit Ausnahme des für den Komprimieralgorithmus zuständigen Teils – an die eigenen Bedürfnisse angepasst werden. So hat man volle Flexibilität bei der Setuproutine trotz unverändertem Programm.

Eine .run-Datei kann aus jedem beliebigen Verzeichnis innerhalb des Home-Verzeichnisses installiert werden. Soll ein Verzeichnis außerhalb des Home-Verzeichnisses benutzt werden, so sind zur Ausführung Administratorenrechte nötig.
Mit dem Skript makeself.sh ist es möglich, selbst-entpackbare gzip-Archive für Unix-Derivate zu erstellen. Es wird von Id Software für die Linux-Versionen bekannter Spieletitel wie Quake III Arena oder Return to Castle Wolfenstein, die Linux-Portierungen der Firma Loki Software, Nvidia Treiber für Linux oder auch die Linuxversion von Google Earth verwendet.